# Regimiento Reforzado n.º 17 "Los Ángeles"
El Destacamento de Montaña n.º 17 "Los Ángeles" del General Orozimbo Barbosa Puga es una unidad de combate del Ejército de Chile que pertenece a la III División de Montaña y tiene su guarnición en la ciudad de Los Ángeles. 
En la actualidad, esta unidad está conformada por:
- Batallón de Infantería de Montaña n.º 17 "Tarpellanca".
- Batería de Artillería de Montaña n.º 16 “Carvallo”.
- Compañía de Ingenieros de Montaña n.º 3 "Los Ángeles".
- Sección de Telecomunicaciones.

## Historia
La presencia militar en Los Ángeles se vincula estrechamente con su misma fundación en la época colonial, llevada a cabo por el comandante de la plaza de Yumbel, el sargento mayor Pedro de Córdova y Figueroa, quien se asentó con la Compañía de Milicias Los Ángeles en 1742 que luego se transformó en el Cuerpo de Caballería Veterana en 1775 y posteriormente en el Regimiento Real de Milicias de La Laja en 1778.
En rigor fue el ejército español, operando estratégicamente en la Isla de la Laja, que mantuvo una relativa paz en el territorio fronterizo con el pueblo mapuche y pehuenche, estos últimos provenientes también de la pampa argentina. Con las milicias la población se sentía protegida y segura, por lo que en la zona era algo habitual enrolarse en las filas del Ejército.  Como señaló Benjamín Vicuña Mackenna: La ciudad de Los Ángeles, la cual, mejor que este nombre habría merecido el de ciudad de los soldados, porque todos los que allí nacen van por un camino u otro a formar en las filas del ejército.
A consecuencia de las medidas adoptadas en la Primera Junta de Gobierno de Chile, se crean los regimientos N° 1 y 2 de Milicias de La Laja, iniciativa sugerida por Bernardo O’Higgins a su amigo Juan Martínez de Rozas, quien, como vocal de la Junta de Gobierno, promovió la disposición de crear unidades militares en los puntos conflictivos del país. Así es como se forma este regimiento de frontera, nacido en el contexto de la creación del Ejército Nacional, por decreto del 2 de diciembre de 1810. Por lo anterior, la tradición militar en Los Ángeles se le atribuye a Bernardo O'Higgins, a quien se le confirió, por Decreto de la Junta de Gobierno, el empleo de teniente coronel de las Milicias de La Laja el 28 de febrero de 1811. Por su parte, el 12 de febrero de 1812, durante la Revolución del 5 de septiembre de 1811 en Concepción, se ratifica su nombramiento como teniente coronel en agradecimiento a su labor como diputado por Los Ángeles en el Primer Congreso Nacional de Chile de 1811. 
De esta manera, esta unidad militar es una de las más antiguas del Chile republicano, formada por el futuro Director Supremo Bernardo O'Higgins, quien denominó a su tropa “Los Lanceros de la Frontera”, compuesta por sus inquilinos, caballos, mulas y alimentos de la Hacienda Las Canteras, pehuenches y angelinos. Este destacamento fue financiado por él, colocando su patrimonio al servicio de la causa independentista.
El adiestramiento militar en la frontera ha continuado sin interrupciones. Así, los batallones estuvieron presentes en la revolución de 1851 y en la revolución de 1859. Además fueron los primeros en dirigirse a las operaciones de la guerra del Pacífico. 
A partir de ese momento, la unidad ha sufrido múltiples cambios de nombre. Durante la campaña en el Norte, es renombrada, dentro de la unidad de la Guardia Nacional Movilizada, como Batallón "Ángeles". Bajo este nombre participó en la llamada Campaña de la Breña.  Posteriormente, el 11 de noviembre de 1931 es absorbida por el Regimiento Andino Mixto n.º 3 "Lautaro", el cual en 1937 cambia de denominación a Regimiento Andino n.º 3 "Los Ángeles". En la década de los 1950 recibe el nombre de Regimiento de Infantería Montaña Reforzado n.º 3 "Los Angeles". Finalmente, su actual denominación como destacamento nace el año 2003 como resultado del plan modernizador del Ejército de Chile. Su aniversario es el 10 de noviembre.

### Violaciones a los derechos humanos
En 1991, el informe oficial de la Comisión Nacional de Verdad y Reconciliación (conocido como Informe Rettig) acreditó que en 1973 el regimiento fue utilizado como centro de dentención de prisioneros políticos, y en él "'los detenidos fueron sometidos a la aplicación sistemática de tormentos'". En el mes de noviembre de ese año habían 323 prisioneros en el recinto, donde se realizaban "frecuentes ejecuciones extrajudiciales". La Comisión relacionó directamente al regimiento con la muerte o desaparición de al menos 59 personas de diversas comunidades urbanas y rurales de la zona. Posteriormente, en el 2011, la Comisión Nacional sobre Prisión Política y Tortura ratificó en su informe (más conocido como el Informe Valech) que en 1973 el regimiento funcionó como recinto de "detención masiva, interrogamiento y tortura", agregando que fue "uno de los lugares de la región en los que se aplicaron las más brutales e intensas torturas".

### Tragedia de Antuco
En mayo del 2005, una compañía de conscriptos recién enrolados en este regimiento recibió la orden de sus oficiales de realizar una marcha en la Cordillera de los Andes bajo condiciones climáticas adversas y sin contar con la vestimenta adecuada o preparación requerida, ni con el descanso o alimentación previa necesaria. Como resultado murieron congelados 44 conscriptos y 1 suboficial, causando conmoción nacional en Chile. La prensa lo bautizó con el nombre de  la "Tragedia de Antuco", en referencia al volcán de ese nombre que se encuentra cerca. En enero del año 2008, el mayor Patricio Cereceda, el oficial militar a cargo de la actividad, fue condenado a 5 años de prisión por su responsabilidad en los sucesos, mientras que otros oficiales subalternos fueron dados de baja. Finalmente, Cereceda recibió el beneficio de la libertad condicional en el 2011.

## Fuente
Página oficial del Ejército de Chile
Archivo de O’Higgins, Tomo I. Editorial Univ. 1962
El álbum de la Gloria de Chile. Benjamin Vicuña Mackenna 